# Château d'Okayama
Le château d'Okayama (岡山城, Okayama-jō) est un château japonais situé dans la ville d'Okayama, préfecture d'Okayama, au Japon. La tour principale a été terminée en 1597, détruite en 1945 et reconstituée en béton en 1966. Deux des tours de guet ont survécu au bombardement de 1945 et sont à présent classées bien culturel important par l'agence pour les Affaires culturelles.

## Histoire
Contrastant fortement avec le blanc château de Himeji de la ville voisine éponyme, le château d'Okayama présente un extérieur noir, ce qui lui vaut le surnom de « château du corbeau » (烏城, U-jo). Le château de Matsumoto dans la préfecture de Nagano est également connu sous le même surnom mais s'écrit « Karasu-jo » en japonais.
De nos jours, seuls quelques éléments du toit du château sont dorés, y compris les shachihoko (gargouilles en forme de poisson), mais avant la bataille de Sekigahara, le tenshu (donjon) principal possédait également des tuiles dorées, ce qui lui valait le surnom de « château du corbeau doré » (金烏城, Kin U-jo).
La construction du château d'Okayama fut entamée en 1573 par Naoi Ukita et terminée par son fils Hideie Ukita en 1597. Trois ans plus tard, Hideie se rangea au côté du malheureux clan Toyotomi à la bataille de Sekigahara, fut capturé par le clan Tokugawa et exilé dans l'île prison de Hachijō-jima. Le château et les fiefs environnants furent donnés à Kobayakawa Hideaki comme dépouilles de guerre. Kobayakawa mourut juste deux ans plus tard sans laisser d'héritier, aussi le château et les fiefs furent-ils donnés au clan Ikeda qui ajouta ultérieurement le Kōraku-en comme jardin privé.
En 1869, le château est devenu propriété du ministère de la Guerre (hyōbu-shō) du gouvernement de Meiji qui considérait les châteaux de l'époque des samouraïs archaïques et inutiles. Comme ce fut le cas pour beaucoup d'autres châteaux au Japon, les douves extérieures furent comblées et les murs du vieux châteaux disparurent peu à peu sous la ville. Le 29 juin 1945, les bombardements alliés détruisirent le château. Les travaux de reconstruction commencèrent en 1964 et furent achevés en 1966. En 1996, les gargouilles sur le toit ont été dorées dans le cadre des festivités marquant le 400e anniversaire du château.
Le château reconstruit est un bâtiment de béton équipé d'air conditionné, d'ascenseurs et de nombreuses expositions informant de l'histoire du château, avec une importance particulière donnée à l'ère Ikeda.

## Galerie

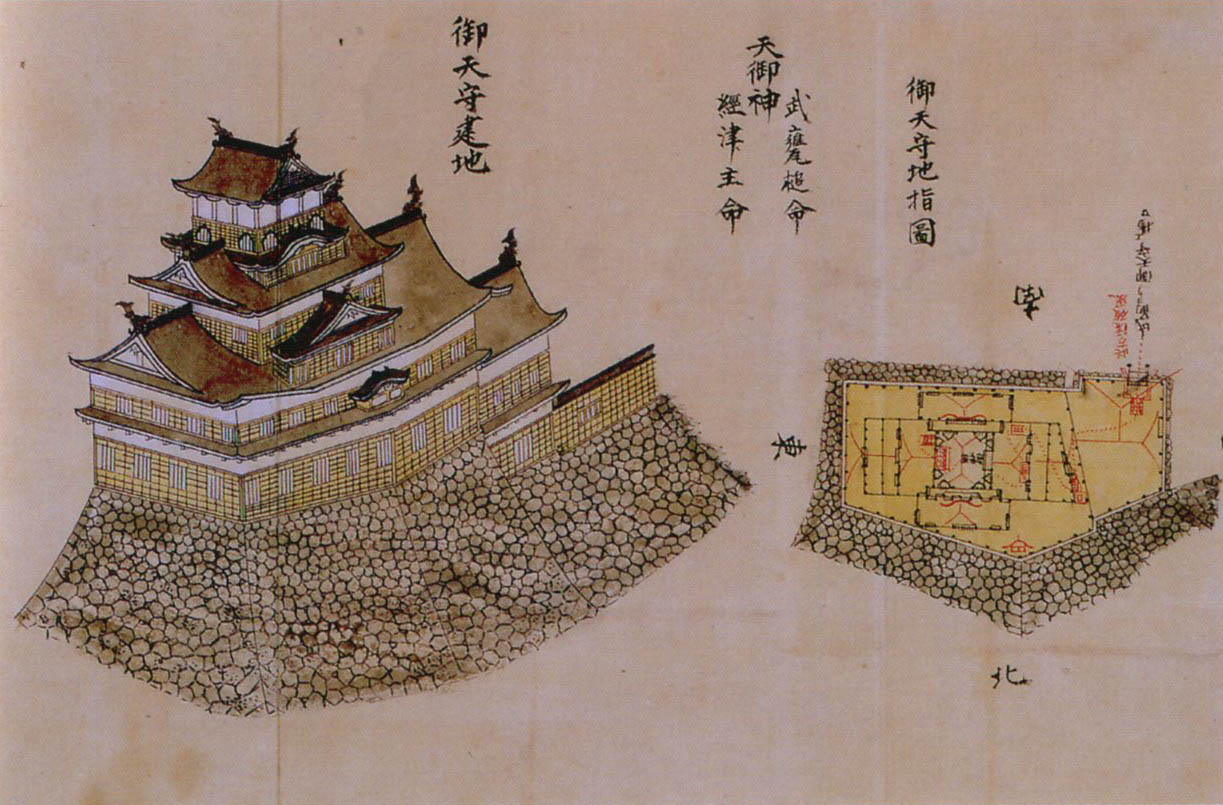
Ancienne peinture du château.
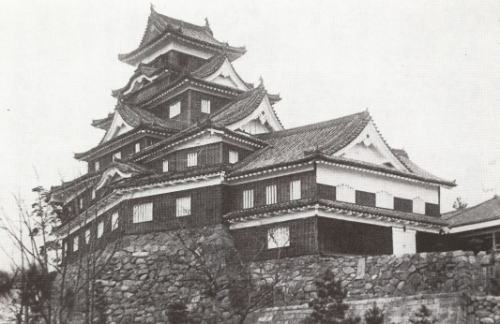
Tenshu du château d'Okayama avant l'incendie.
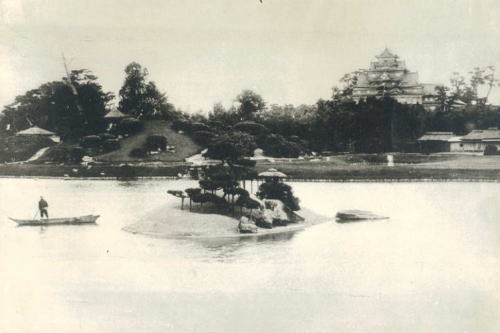
Vue du jardin Kōraku-en en 1907.
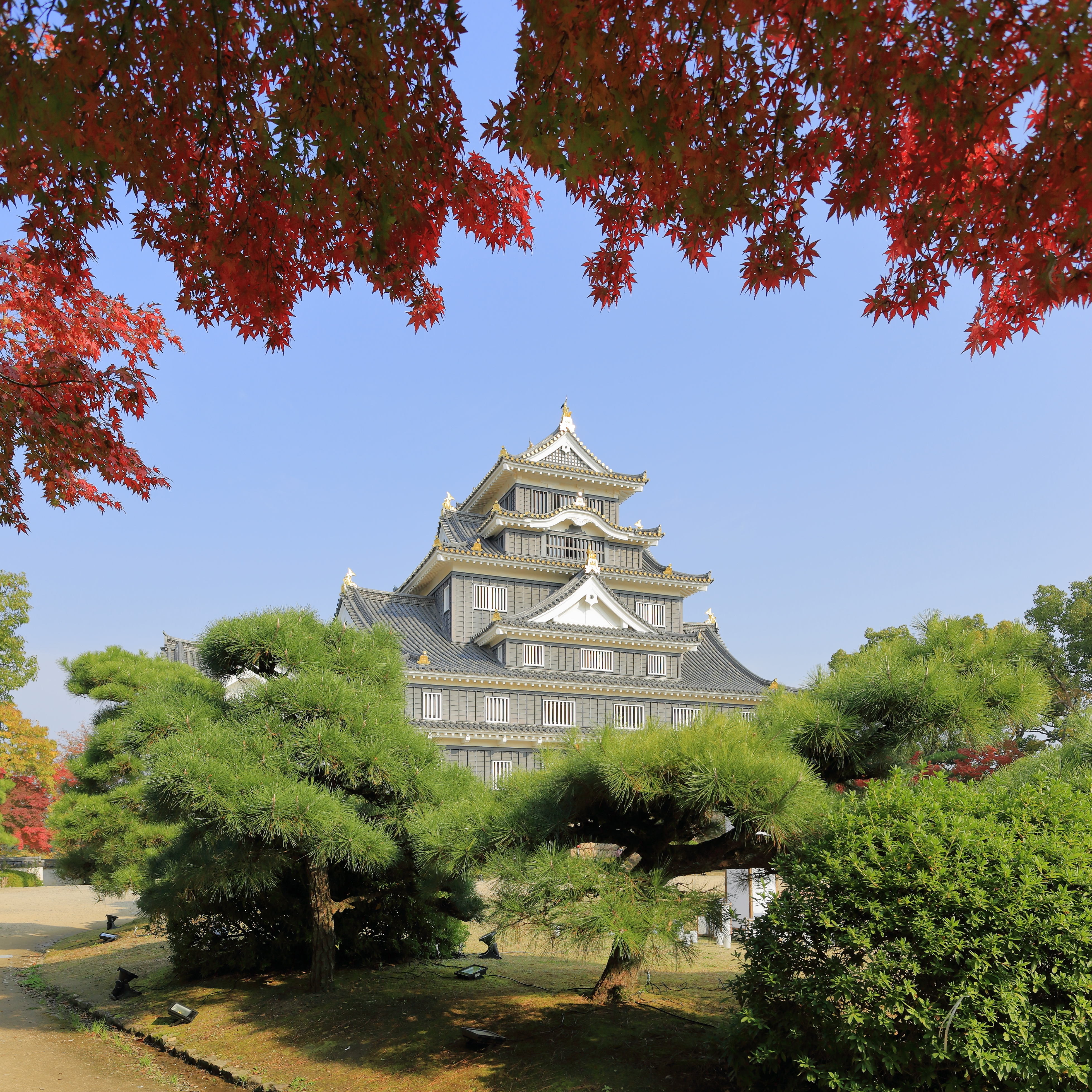
Le château, novembre 2016.
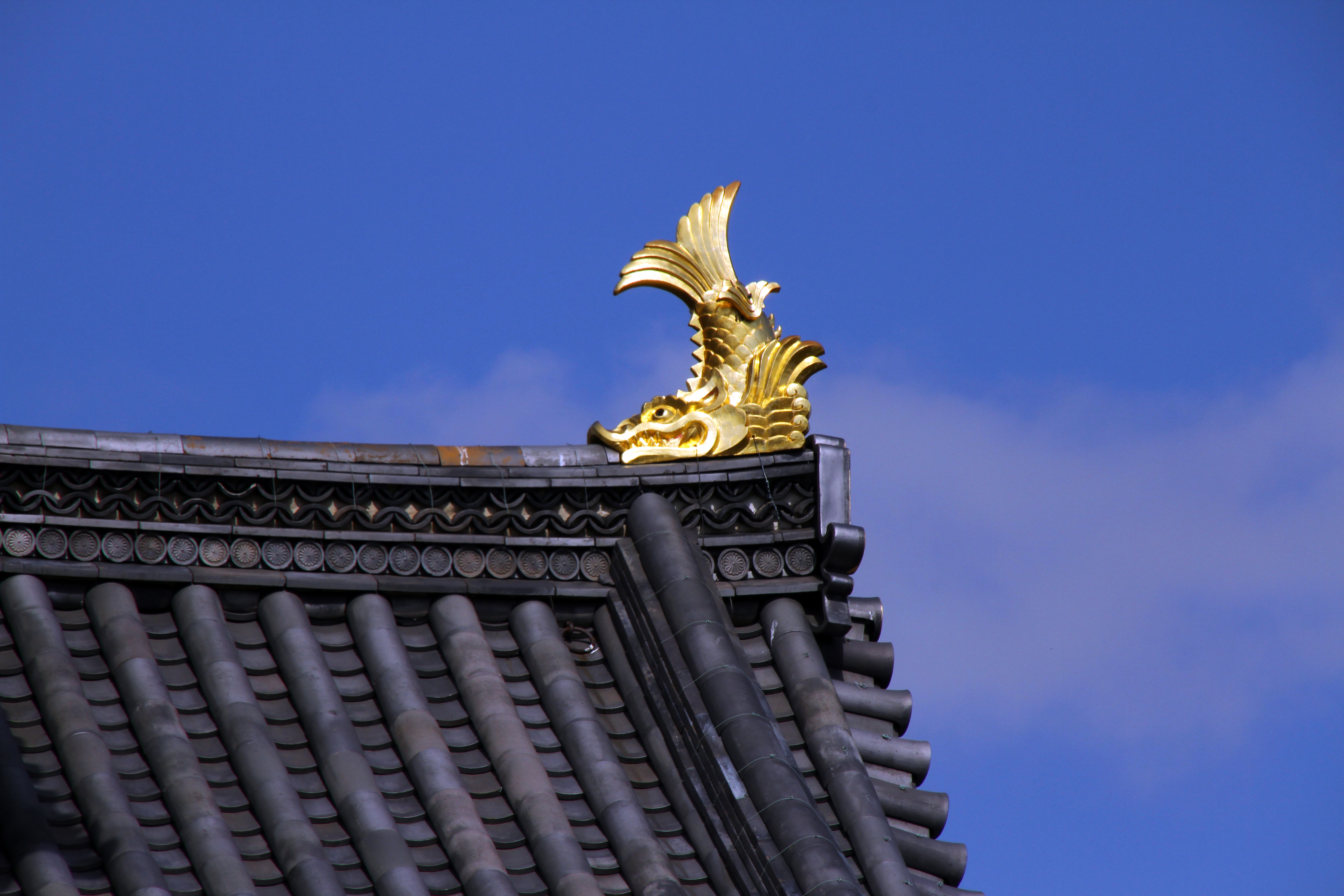
Sashigawara décor de toit protecteur des incendies
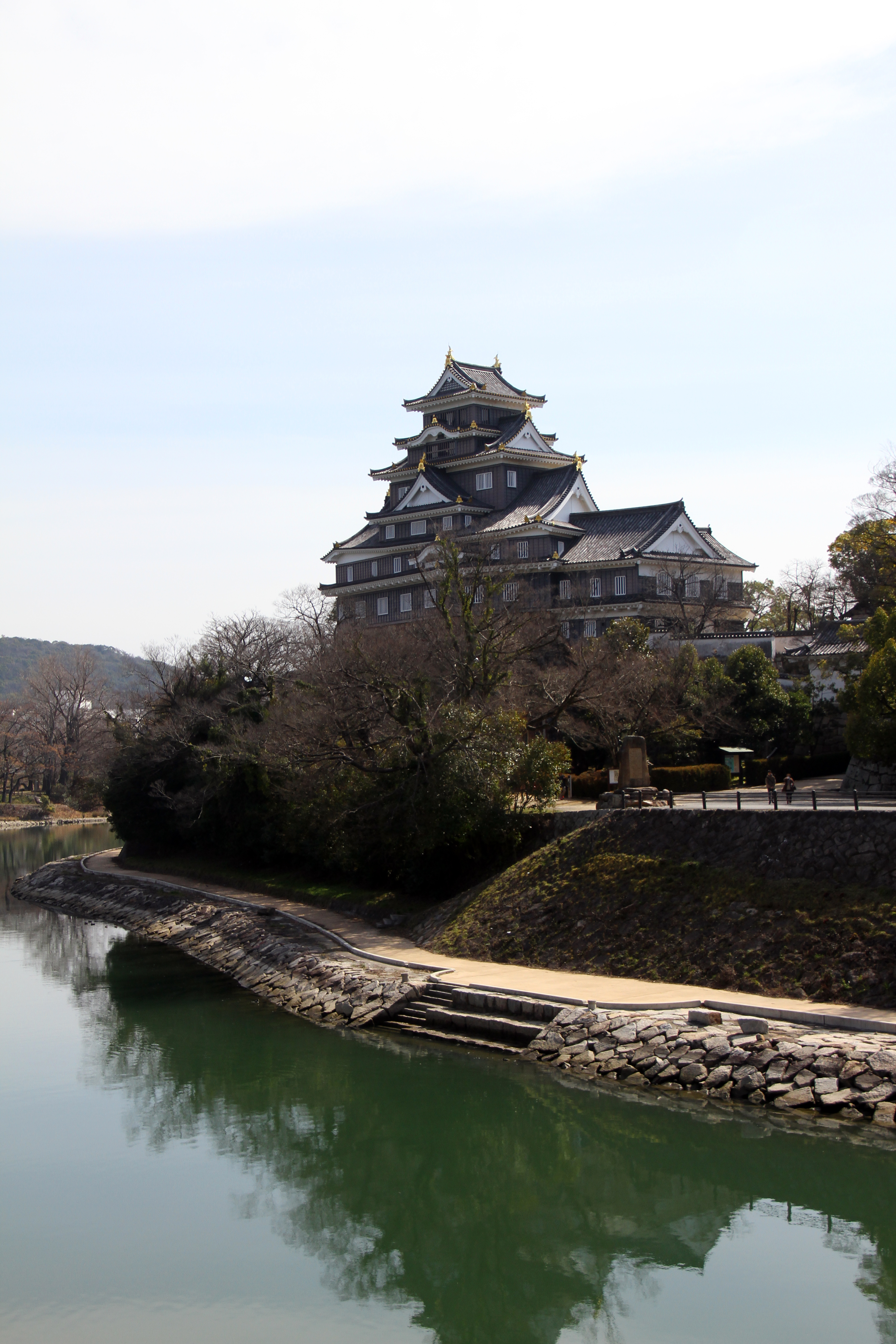
Le château surplombant la rivière